# Kigumi
 (août 2018).
Si vous disposez d'ouvrages ou d'articles de référence ou si vous connaissez des sites web de qualité traitant du thème abordé ici, merci de compléter l'article en donnant les références utiles à sa vérifiabilité et en les liant à la section « Notes et références ».

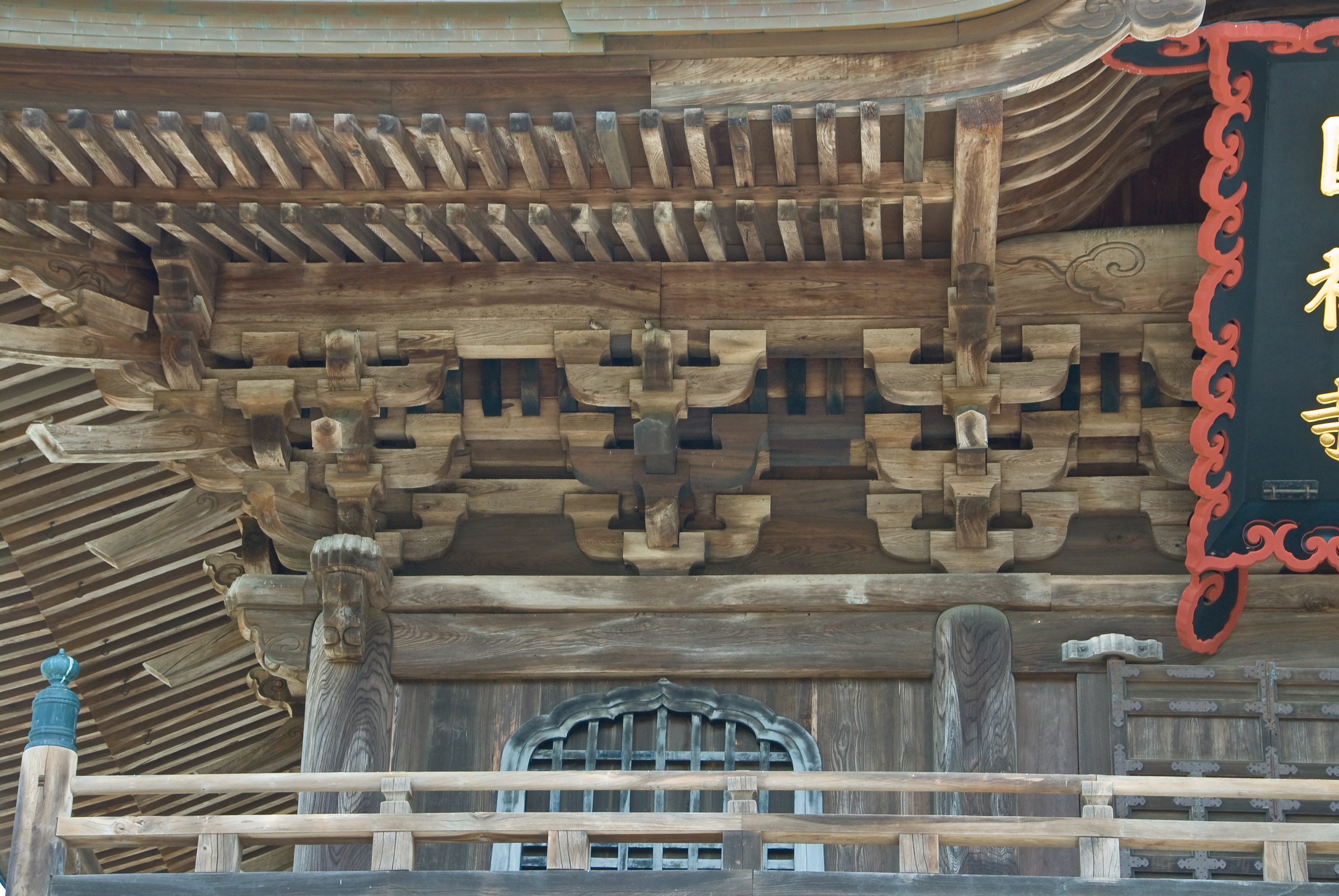
Supports de toit d'un temple bouddhiste japonais en kigumi.

Le kigumi (木組み) est une technique traditionnelle d'assemblage du bois au Japon. Les constructions en bois, notamment les temples, ont utilisé cette technique depuis des siècles, notamment dans l'architecture bouddhiste japonaise, fruit de l'abondance du bois dans le pays et de l'excellence des charpentiers japonais.

## Technique
Le kigumi est une technique d'assemblage de bois sans clou, vis ou colle, forme d'embrèvement comparable à l'assemblage classique en Europe tenon-mortaise. Environ 4 000 types d'assemblages seraient recensés. La variété et la solidité des assemblages tiennent sans doute à l'importance des séismes au Japon et à la résistance nécessaires des constructions.

## Historique
Le kigumi remonterait à l'ère Jomon, il y a 4 000 ans, et s'est développé de manière importante à partir du VIe siècle avec l'arrivée du bouddhisme  au Japon et les constructions de temples.
Pendant longtemps, l'art du kigumi était secret et les documents se transmettaient de père en fils. Dans le courant du XXe siècle, les documents ont été publiés.

## Usages
Le kigumi est utilisé dans la restauration des constructions japonaises en bois. Les architectes contemporains japonais se sont également emparés de cette technique. On peut citer notamment :
- Kengo Kuma, avec ses constructions de Sunny Hills à Tokyo et du musée du pont de bois Yusuhara à Kōchi ;
- le pavillon du Japon (en) à l'Exposition universelle de Milan en 2015.

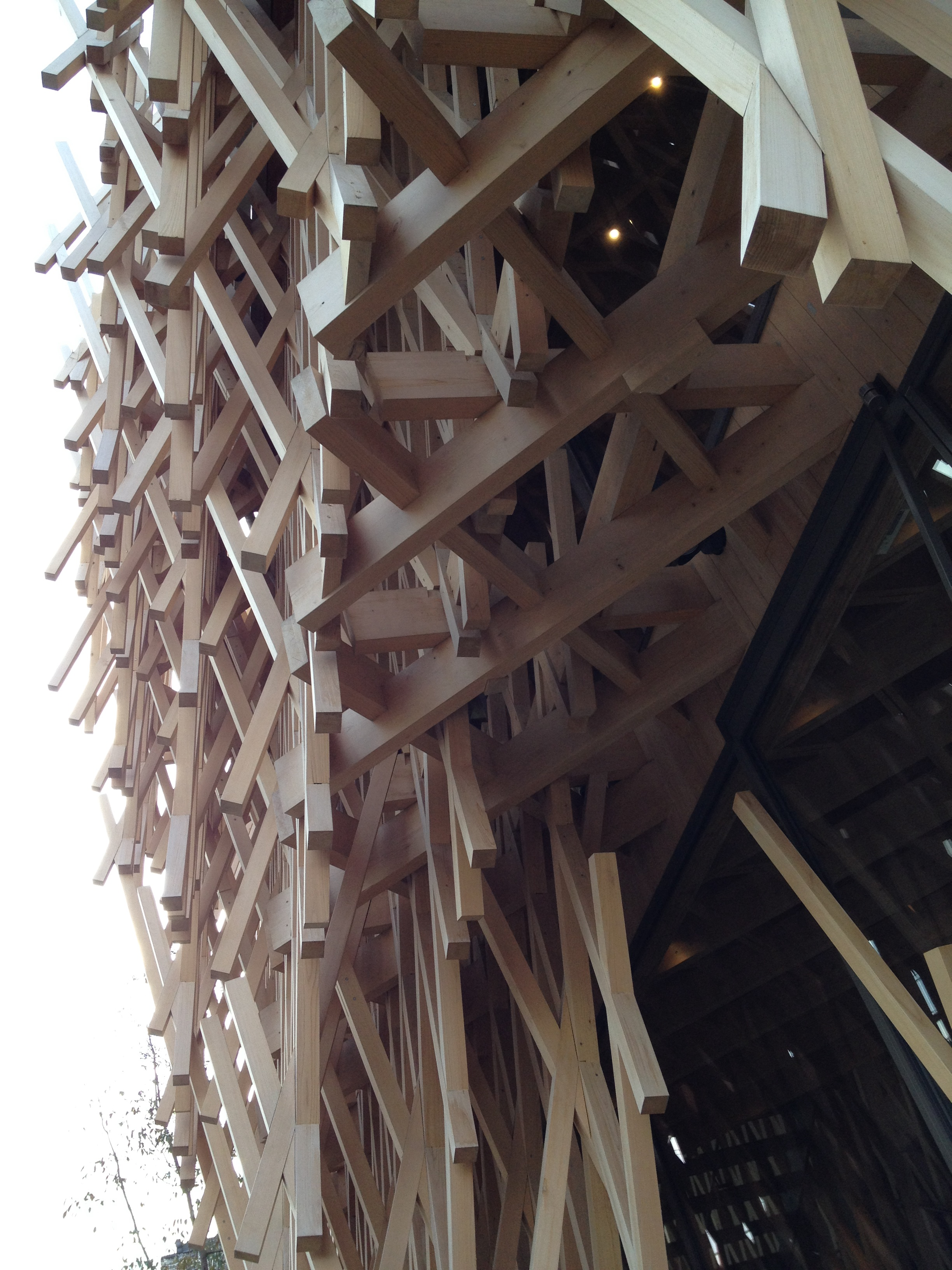
Sunny Hills de Kengo Kuma.
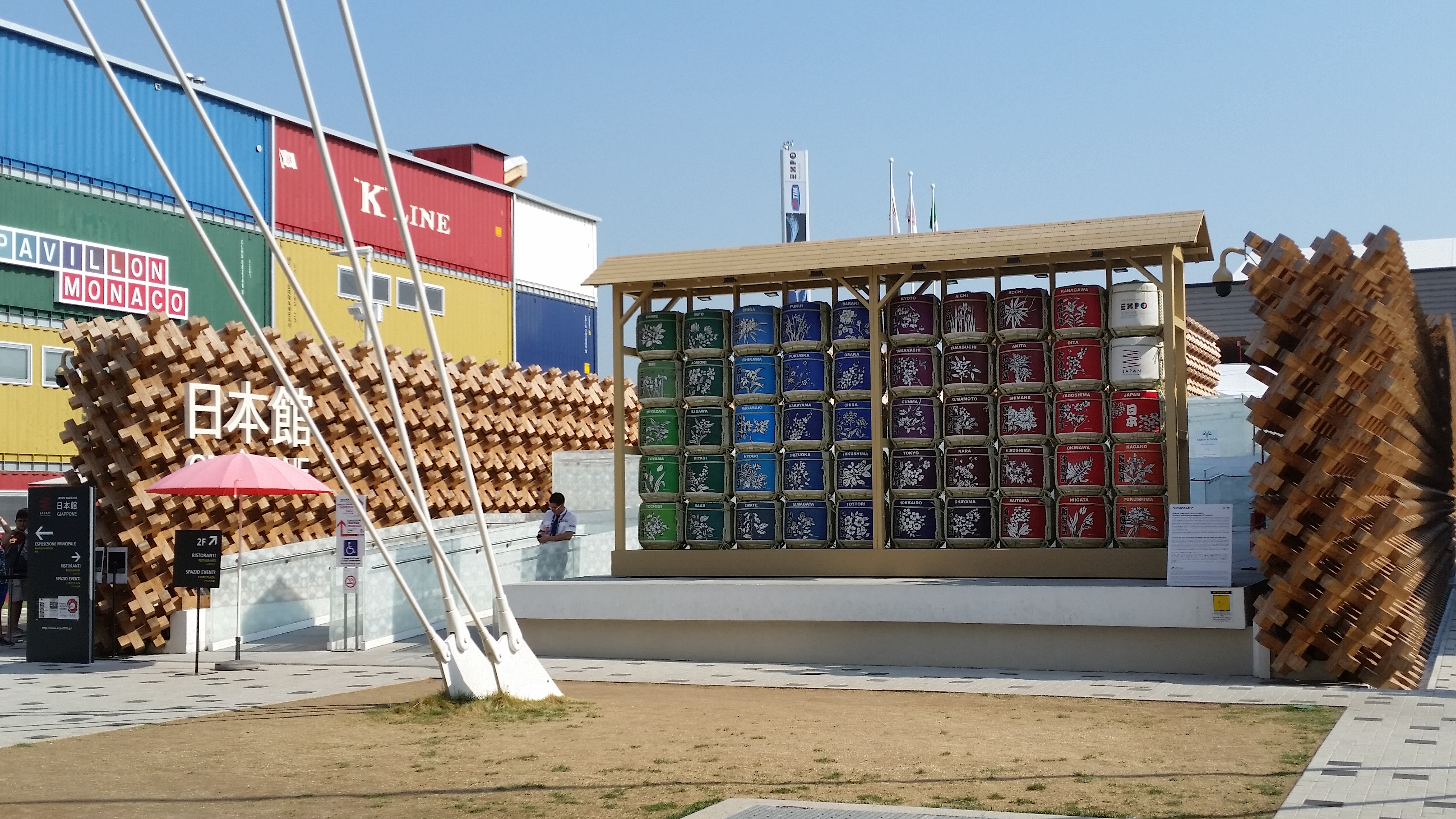
Pavillon du Japon à l'Exposition universelle de 2015.